# ملعب ريمنيرسفالين
ملعب ريمنيرسفالين (بالإنجليزية: Rimnersvallen)‏ هو ملعب كرة قدم يقع في أوديفالا، السويد، يتسع لـ 10,605 متفرج. هو الملعب الرسمي لفريق أوديفولد.

## التاريخ
افتتح الملعب في 5 مايو 1923.

## أهم الأحداث التي استضافها
- كأس العالم لكرة القدم 1958